# Martin Ansbacher

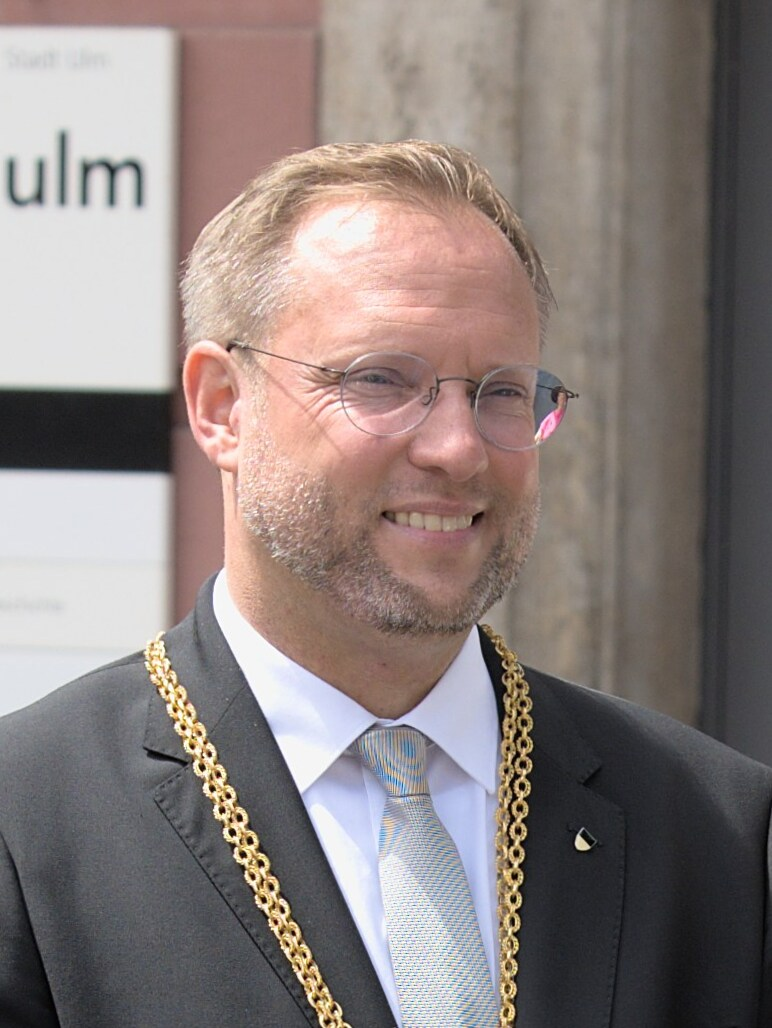
Martin Ansbacher (2024)

Martin Ansbacher (* 1976 in Neu-Ulm) ist ein deutscher Kommunalpolitiker (SPD). Er ist seit 2024 Oberbürgermeister von Ulm.

## Leben
Ansbacher wuchs in Ulm auf, wo er am Hans und Sophie-Scholl-Gymnasium das Abitur ablegte. Anschließend leistete er Zivildienst. Er studierte Rechtswissenschaft an der Universität Augsburg. Das Rechtsreferendariat absolvierte er am Landgericht Ulm.

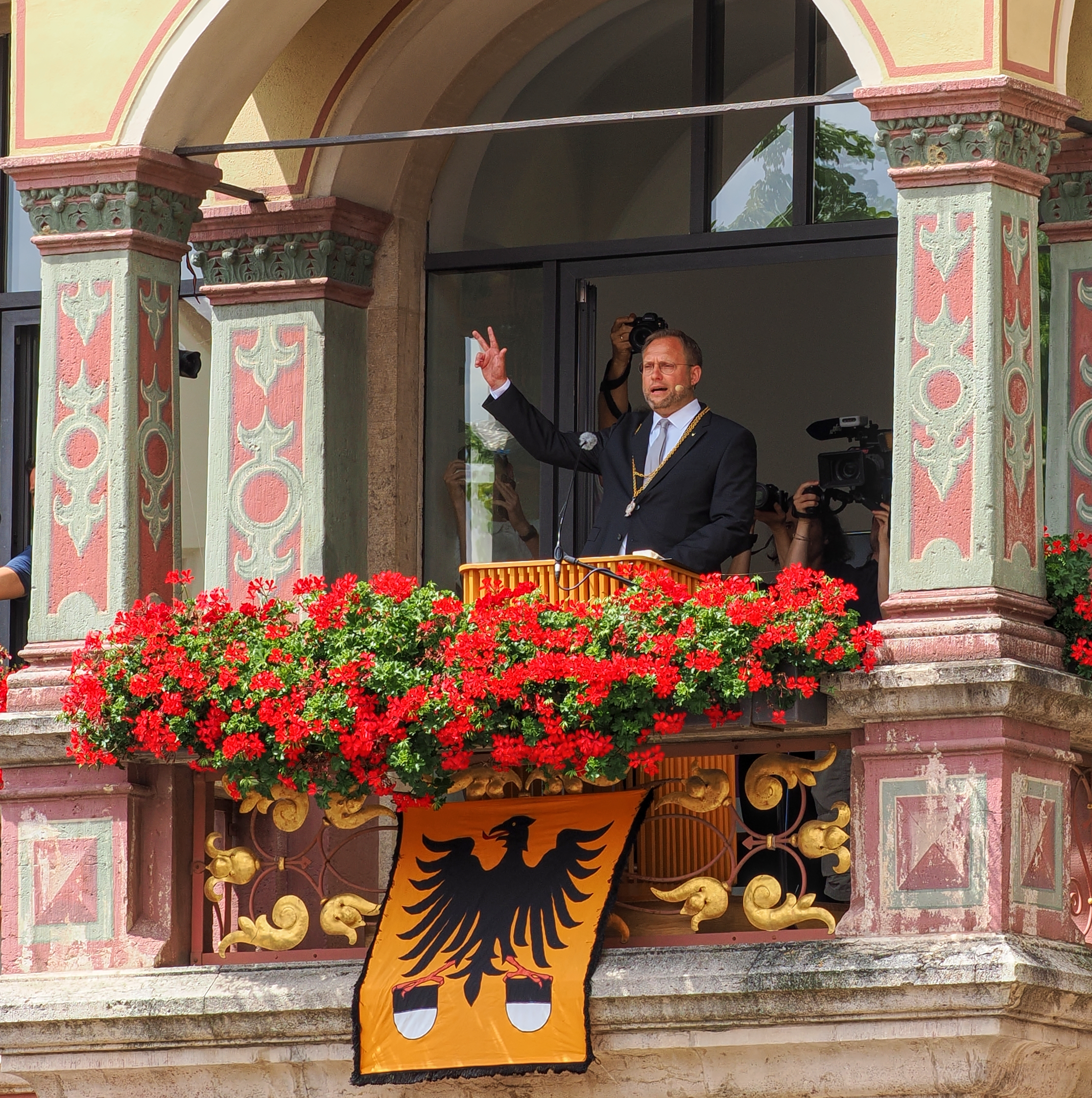
OB Martin Ansbacher 2024 beim traditionellen Schwur auf dem Balkon des Ulmer Schwörhauses

Von 2005 bis 2008 war er Leiter des Wahlkreisbüros der SPD-Bundestagsabgeordneten Hilde Mattheis. Seit 2010 ist er als Rechtsanwalt in Ulm tätig und spezialisiert als Fachanwalt für Miet- und Wohnungseigentumsrecht sowie für Bank- und Kapitalmarktrecht.
Ansbacher ist verheiratet und Vater einer Tochter. Er ist Präsident des Turngau Ulm und Vorsitzender des Vorstadtvereins Söflingen.

## Politik
Ansbacher ist Mitglied der SPD. Von 2014 bis 2024 war er Mitglied des Stadtrats von Ulm, von 2019 bis 2024 als Vorsitzender der SPD-Fraktion. Von 2019 bis 2024 saß er dem Kreisverband Ulm der SPD vor.
Am 17. Dezember 2023 wurde Ansbacher mit 55,1 Prozent der Stimmen im zweiten Wahlgang zum Oberbürgermeister von Ulm gewählt; er setzte sich hierbei gegen Amtsinhaber Gunter Czisch (CDU) durch. Im ersten Wahlgang hatte Ansbacher 29,7 Prozent der Stimmen erhalten. Nach der Vereidigung als Ulmer Oberbürgermeister am 29. Februar 2024 trat er das Amt am 1. März 2024 an. Seit Juli 2024 ist er zudem Verbandsvorsitzender des Regionalverbands Donau-Iller.